# Яструб молуцький
Яструб молуцький (Accipiter henicogrammus) — хижий птах роду яструбів родини яструбових ряду яструбоподібних. Це рідкісний птах, ендемік Молуккських островів. Деякі систематики вважали його підвидом бурого (Accipiter fasciatus) або тасманійського яструба (Accipiter novaehollandiae).

## Опис
Довжина птаха становить 37–48 см, розмах крил 64–75 см. Спина і голова темно-сірі, груди і шия рудуваті з білими смугами. Ноги й восковиця світло-жовті.

## Поширення
Молуцький яструб мешкає на північних островах Молуккського архіпелагу, здебільшого на острові Хальмахера, в рівнинних і гірських тропічних лісах на висоті від 200 до 1300 м над рівнем моря.

## Раціон
Молуцький яструб здебільшого полює на невеликих пташок, плазунів, ссавців і великих комах.

## Збереження
Це рідкісний вид птахів. МСОП вважає його стан близьким до загрозливого. Основною загрозою є знищення природних середовищ проживання птахів. Популяцію мокуцького яструба оцінюють в 1500–7000 одиниць; імовірно, вона зменшується.